# Liste der Monuments historiques in Saint-Laurent (Haute-Garonne)
Die Liste der Monuments historiques in Saint-Laurent (Haute-Garonne) führt die Monuments historiques in der französischen Gemeinde Saint-Laurent auf.

## Liste der Bauwerke
| Bezeichnung       | Beschreibung                  | Standort               | Kennzeichnung | Schutzstatus | Datum | Bild |
| ----------------- | ----------------------------- | ---------------------- | ------------- | ------------ | ----- | ---- |
| Kirche St-Laurent | Erbaut ab dem 13. Jahrhundert | Rue de l’Église (Lage) | PA31000052    | Inscrit      | 2001  |      |

## Liste der Objekte
- Monuments historiques (Objekte) in Saint-Laurent (Haute-Garonne) in der Base Palissy des französischen Kultusministeriums